# Holanthus tenuis
Holanthus tenuis is een zee-egel uit de familie Hemiasteridae.
De wetenschappelijke naam van de soort werd in 1898 gepubliceerd door Alexander Agassiz.